# Unité urbaine de Cherbourg-en-Cotentin
L'unité urbaine de Cherbourg-en-Cotentin est une unité urbaine française centrée sur la ville de Cherbourg-en-Cotentin, une des sous-préfectures du département de la Manche.

## Données générales
Dans le zonage réalisé par l'Insee en 2020, l'unité urbaine est composée de trois communes.
En 2022, avec 81 018 habitants, elle constitue la première unité urbaine du  département de la Manche, se classant avant les unités urbaines de Granville (2e rang départemental) et de Saint-Lô (3e rang départemental) bien que cette dernière soit la préfecture du département.
Dans la région de Normandie, dont elle fait partie, elle occupe le 4e rang régional, se situant après l'unité urbaine de Caen (3e rang régional) et avant l'unité urbaine d'Évreux (5e rang régional).
En 2022, sa densité de population qui s'élève à 888 hab/km2 en fait une unité urbaine densément peuplée.
Par sa superficie, elle ne représente que 1,53 % du territoire départemental mais, par sa population, elle regroupe près de 16,31 % de la population du département de la Manche en 2022, soit un habitant sur six.

## Composition 2020 de l'unité urbaine
Elle est composée des 3 communes suivantes :
| Nom                                  | Code Insee | Département | Statut       | Superficie (km2) | Population (dernière pop. légale) | Densité (hab./km2) | Modifier                                    |
| ------------------------------------ | ---------- | ----------- | ------------ | ---------------- | --------------------------------- | ------------------ | ------------------------------------------- |
| Cherbourg-en-Cotentin (ville-centre) | 50129      | Manche      | ville-centre | 68,54            | 78 028 (2022)                     | 1 138              | modifier les données · modifier les données |
| Martinvast                           | 50294      | Manche      | banlieue     | 10,31            | 1 340 (2022)                      | 130                | modifier les données · modifier les données |
| Tollevast                            | 50599      | Manche      | banlieue     | 12,36            | 1 650 (2022)                      | 133                | modifier les données · modifier les données |

## Évolution démographique
| 1968   | 1975   | 1982   | 1990   | 1999   | 2006   | 2011   | 2016   | 2022   |
| ------ | ------ | ------ | ------ | ------ | ------ | ------ | ------ | ------ |
| 80 400 | 83 872 | 87 186 | 93 991 | 90 864 | 87 886 | 84 111 | 82 841 | 81 018 |